# Démission
 (décembre 2019).
En droit du travail, la démission est une perte d'emploi (en) qui consiste en la rupture d'un contrat de travail à l'initiative du seul salarié. Dans d'autres contextes, la démission est la décision d'un administrateur ou d'un titulaire d'une charge publique de mettre fin à son mandat.

## Droit par pays

### Droit canadien

#### Droit québécois
En droit du travail québécois, lorsqu'un salarié démissionne, il doit donner un délai de congé à son employeur en vertu de l'article 2091 du Code civil du Québec. Un travailleur qui démissionne brusquement et sans préavis contrevient en principe à cette règle. Toutefois, les démissions brusques de travailleurs ne sont pas normalement à l'origine de litiges, sauf dans des cas rares où le salarié qui démissionne sans préavis est une sorte de virtuose qui apporte une valeur inestimable à l'entreprise.
En droit des sociétés québécois, les règles relatives à la démission d'un administrateur sont prévues aux articles 142 et suivants de la Loi sur les sociétés par actions et à l'article 108 de la Loi canadienne sur les sociétés par actions.

### Droit français

#### Droit du travail
La démission d'un salarié a pour conséquence de le priver ensuite d'indemnités de chômage, ce qui n'est pas le cas s'il opte pour une rupture conventionnelle acceptée par son employeur.
Le Code du travail ne donne aucune définition précise de la démission, mais classe les dispositions relatives à la démission dans la section consacrée aux modes de rupture à l'initiative du salarié.
Pour pallier l'absence de définition légale, la jurisprudence et la doctrine ont proposé plusieurs définitions qui permettent de distinguer la démission des autres notions connexes, tel que le départ à la retraite ou la prise d'acte de la rupture par le salarié.

#### Droit civil ou commercial
- Démission d'un dirigeant d'organisation non gouvernementale (privée, qu'elle soit commerciale ou associative)
- Démission d'une association à but non lucratif, pour les membres (individuels ou organisations)

#### En droit constitutionnel ou public
- Démission d'un élu, titulaire d'un mandat représentatif (élu au suffrage direct ou indirect) : président ou chef de gouvernement, parlementaires nationaux (députés, sénateurs) ou européens, présidents d'assemblées délibérantes (maires, etc.), conseillers locaux.
- Démission d'une charge publique, titulaire d'un mandat impératif : gouvernement, ministres, hauts fonctionnaires et directeurs ou administrateurs d'agences publiques, agents publics assermentés, policiers et militaires, juges, etc.).
- Démission d'un ordre professionnel, pour les professions privées, réglementées ou soumises à certification (avocats, huissiers, notaires, auditeurs comptables, médecins, pharmaciens, infirmiers, vétérinaires, transporteur public, etc.).